# Sinopoda exspectata
Sinopoda exspectata là một loài nhện trong họ Sparassidae. S. exspectata được miêu tả năm 2001 bởi Peter Jäger & Ono.